# Маржак, Ян
Ян Маржак (чеш. Jan Mařák; 2 мая 1870, Дунакеси — 21 октября 1932, Краловске Винограды, близ Праги) — чешский скрипач и музыкальный педагог. Брат певца Отакара Маржака, племянник художника Юлиуса Маржака.
Окончил Пражскую консерваторию, ученик Антонина Бенневица. С 1891 г. работал в Кёнигсберге, затем в Гамбурге, затем вернулся в Чехию и в 1892—1897 гг. занимал пост концертмейстера в Национальном театре. Профессор Пражской консерватории с 1897 г. до конца жизни. Среди наиболее важных его учеников — Вацлав Талих, Ваша Пржигода, Станислав Новак, Эмил Голый. Автор учебника «Скрипка, её развитие, история скрипки и игры на скрипке» (чеш. Housle, jich vývoj, dějiny houslařství a hry houslové; 1923).